# Zbigniew Zieliński (1928–2024)
Zbigniew Zieliński (ur. 28 lipca 1928 w Nowym Mieście nad Drwęcą, zm. 28 czerwca 2024 w Warszawie) – polski polityk, poseł na Sejm PRL VIII i IX kadencji, prezes Polskiego Związku Katolicko-Społecznego w latach 1984–1986

## Życiorys
W okresie okupacji był członkiem harcerskiej konspiracyjnej organizacji młodzieżowej w Milanówku oraz brał udział w kursach tajnego nauczania na poziomie szkoły średniej. W 1954 uzyskał tytuł zawodowy magistra ekonomii w Szkole Głównej Planowania i Statystyki. W latach 1949–1962 pracował w instytucjach wydawniczo-poligraficznych. Od 1957 współuczestniczył w organizowaniu działalności gospodarczej dla finansowania stowarzyszeń i wydawnictw katolickich, tzw. ruchu Znak. Był współtwórcą przedsiębiorstwa przemysłowego Libella. Od 1967 był członkiem Prezydium Komisji Koordynacyjnej Działalności Gospodarczej Organizacji Społecznych przy Ministerstwie Handlu Wewnętrznego i Usług. W latach 1973–1980 zasiadał w Stołecznej Radzie Narodowej. W 1980 uzyskał mandat posła na Sejm PRL VIII kadencji w okręgu Inowrocław z ramienia Polskiego Związku Katolicko-Społecznego. Zasiadał w Komisji Handlu Wewnętrznego, Drobnej Wytwórczości i Usług, Komisji Pracy i Spraw Socjalnych, Komisji Planu Gospodarczego, Budżetu i Finansów oraz w Komisji Do Spraw Samorządu Pracowniczego Przedsiębiorstw. W 1985 uzyskał reelekcję z Listy Krajowej. W Sejmie IX kadencji zasiadał w Komisji Regulaminowej i Spraw Poselskich, Komisji Planu Gospodarczego, Budżetu i Finansów, Komisji Skarg i Wniosków, Komisji Nadzwyczajnej do rozpatrzenia projektów ustaw związanych z realizacją drugiego etapu reformy gospodarczej oraz w Komisji Nadzwyczajnej do kontroli wdrażania programu realizacyjnego drugiego etapu reformy gospodarczej.
W 1981 zasiadł w Zarządzie Krajowym Polskiego Związku Katolicko-Społecznego. Od lipca 1983 był jego wiceprezesem, a od listopada 1984 do marca 1986 prezesem.
Autor wielu artykułów poświęconych problemom gospodarczym publikowanych w periodykach zawodowych oraz książki monograficznej dotyczącej przemysłu poligraficznego.
Odznaczony m.in. Krzyżem Oficerskim i Kawalerskim Orderu Odrodzenia Polski.